# Cephalophyllum tetrastichum
Cephalophyllum tetrastichum är en isörtsväxtart som beskrevs av H.E.K. Hartmann. Cephalophyllum tetrastichum ingår i släktet Cephalophyllum och familjen isörtsväxter. Inga underarter finns listade i Catalogue of Life.